# L'Emprisonné
Pour plus de détails, voir Fiche technique et Distribution.
L'Emprisonné (The Prisoner) est un film britannique réalisé par Peter Glenville, sorti en 1955.

## Synopsis
Dans un pays d'Europe de l'Est indéterminé, un cardinal est accusé de trahison par le régime communiste. La personne chargée de l'interroger est en fait un de ses vieux amis, à qui l'on a confié la tâche de lui faire avouer publiquement cette trahison. Dans un procès mis en scène, le cardinal finira par mentir et avouer tout ce dont on l'accuse faussement, avant d'être relâché.
Pendant ce temps, un des gardes est amoureux d'une femme mariée, qui veut quitter le pays pour rejoindre son mari.

## Fiche technique
- Titre original : The Prisoner
- Titre français : L'Emprisonné
- Titre belge : Le Prisonnier
- Réalisation : Peter Glenville
- Scénario : Bridget Boland, d'après sa pièce
- Décors : John Hawkesworth
- Costumes : Julie Harris
- Photographie : Reginald H. Wyer
- Son : Dudley Messenger, Gordon McCallum
- Musique : Benjamin Frankel
- Montage : Frederick Wilson
- Production déléguée : Sydney Box
- Production : Vivian Cox
- Société de production : London Independent Producers, Facet Productions
- Société de distribution : Columbia Pictures
- Pays de production :  Royaume-Uni
- Langue originale : anglais
- Format : noir et blanc — 35 mm — 1,85:1 — son Mono (Western Electric Recording)
- Genre : drame
- Durée du film : 91 minutes
- Dates de sortie :
  - Royaume-Uni : 19 avril 1955
  - Belgique : 4 novembre 1955
  - France : 18 novembre 1955

## Distribution
- Alec Guinness : le cardinal
- Jack Hawkins : l'interrogateur
- Wilfrid Lawson : le geôlier
- Kenneth Griffith : le secrétaire
- Jeanette Sterke (en) : la fille
- Ronald Lewis (en) : le garde
- Raymond Huntley : le général
- Mark Dignam : le gouverneur
- Gerard Heinz (en) : le docteur
- Percy Herbert : le soldat
- Oscar Quitak : le serveur du café
- Denis Shaw : le civil